# 坂本東一
坂本 東一（さかもと とういち、1953年8月27日 - ）は、ばんえい競走の調教師、元騎手。青森県つがる市出身。血液型O型。

## 来歴
1975年、5月3日騎手としてデビュー。所属は梨本照夫厩舎。5月11日にヤマトニシキで初勝利。
1983年8月17日に通算100勝、1989年11月27日に通算500勝、1995年8月28日に通算1000勝を達成した。
2003年、1月6日にばんえい史上3人目となる通算2000勝を達成した。
2007年、12月19日に2007年度第3回調教師・騎手免許試験新規合格者が発表され、調教師試験に合格したことが明らかになった。12月30日の騎乗が引退レース。
2008年、1月1日付で調教師免許が交付され、4月1日付で厩舎を開業。4月28日の帯広競馬第8レースにおいてアオノキセキで調教師として初勝利（通算8戦目）。
2021年、3月21日の帯広競馬第9レース（第53回ばんえい記念、BGI）をホクショウマサルで勝利し、調教師としてばんえい記念初勝利を飾る。

## 表彰
- 優秀騎手賞（NARグランプリ）[4]
  - 1999年、2000年、2002年
- 日本プロスポーツ大賞功労賞
  - 2007年

## おもな騎乗馬
- バンマサミ（1976年ばんえいオークス）
- ダイニコウヒメ（1984年黒ユリ賞、1985年ばんえいオークス）
- ヒロユキ（1986年ばんえい大賞典）
- テンギク（1986年黒ユリ賞）
- ホウシヨウリキ（1987年北見記念）
- カゲイサム（1988年イレネー記念、1989年ばんえい菊花賞、1991年岩見沢記念、1991年・1992年旭川記念）
- スズコウホマレ（1990年ばんえいオークス）
- ツバキクイン（1990年ナナカマド賞）
- キタノハマナス（1992年ばんえいオークス）
- フクイチ（1993年銀河賞）
- エビスホウザン（1995年銀河賞）
- サロマオーカン（1996年イレネー記念）
- グレイトジャイナー（1997年ポプラ賞、1998年ばんえいグランプリ、1999年北見記念）
- コーネルトップ（1997年ばんえいグランプリ）
- キタミハクリキ（1999年ヤングチャンピオンシップ、2000年ばんえい菊花賞）
- キタノアグリ（2000年ヒロインズカップ、2001年ポプラ賞）
- ヒカルセンプー（2002年・2003年ばんえいグランプリ）
- エビステンショウ（2002年ヤングチャンピオンシップ、2003年イレネー記念）
- アサヒセンショウ（2003年銀河賞）
- タケタカラニシキ（2004年ばんえい大賞典）
- トモエパワー（2007年帯広記念、ばんえい記念、岩見沢記念）
- スーパークリントン（2007年銀河賞）

## おもな管理馬
- ホッカイヒカル（2012年ばんえい十勝オッズパーク杯、2013年チャンピオンカップ）
- マリンチャンス（2012年クインカップ）
- ホクショウマサル（2014年イレネー記念、ばんえいダービー、2021年ばんえい記念）
- メムロボブサップ（2018年ナナカマド賞、2019年イレネー記念、ばんえい大賞典、ばんえい菊花賞、ばんえいダービー、2020年柏林賞、銀河賞、2021年天馬賞、ばんえいグランプリ、2022年チャンピオンカップ、旭川記念、ばんえいグランプリ、2023年ばんえい記念、2025年ばんえい記念）
- シンザンボーイ（2019年北見記念）
- カイセドクター（2021年はまなす賞）
- フォルテシモ（2022年ヒロインズカップ）
- アーティウィング（2022年カーネーションカップ）
- ミソギホマレ（2022年銀河賞）